# Rue de la Pie

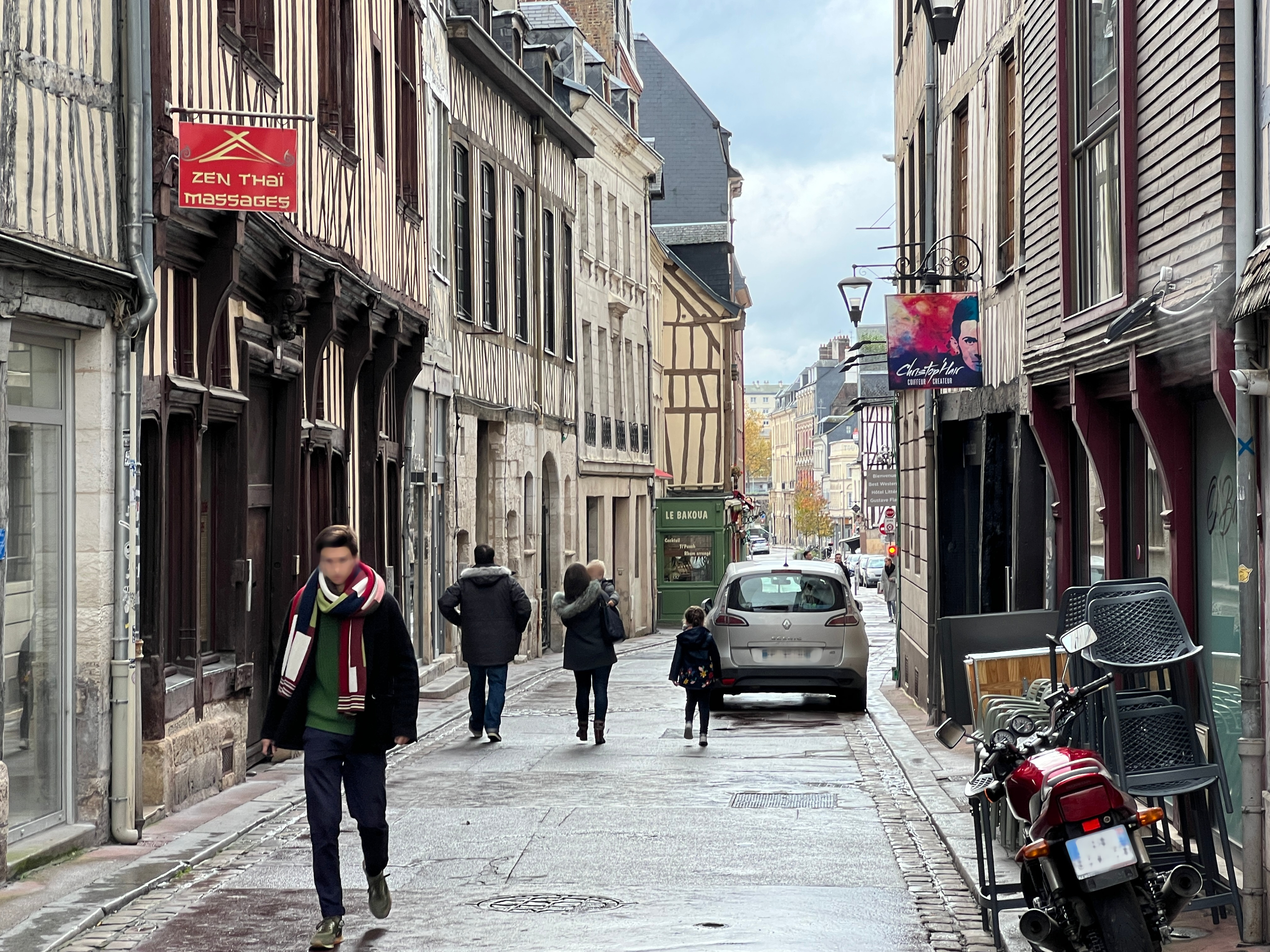
Rue de la Pie, Rouen

La rue de la Pie est une voie de la commune française de Rouen.

## Description

### Situation et accès
La rue de la Pie est une rue de Rouen.

## Historique
Initialement nommée rue Mignotte, la voie change de nom au cours du XVe siècle et devient la rue de la Pie.
La rue est témoin de la naissance de Pierre Corneille le 6 juin 1606, au no 4 ou 7 .
En 1867, la rue Pie est baptisée rue Pierre Corneille.

## Bâtiments notables
- Maison natale de Pierre Corneille, accueillant le musée Pierre-Corneille.